# Bitva u Naseby
Bitva u Naseby byla klíčovou bitvou první anglické občanské války. 14. června 1645 byla hlavní armáda krále Karla I. poražena parlamentaristickým vojskem vedeným Thomasem Fairfaxem a Oliverem Cromwellem.

## Pozadí

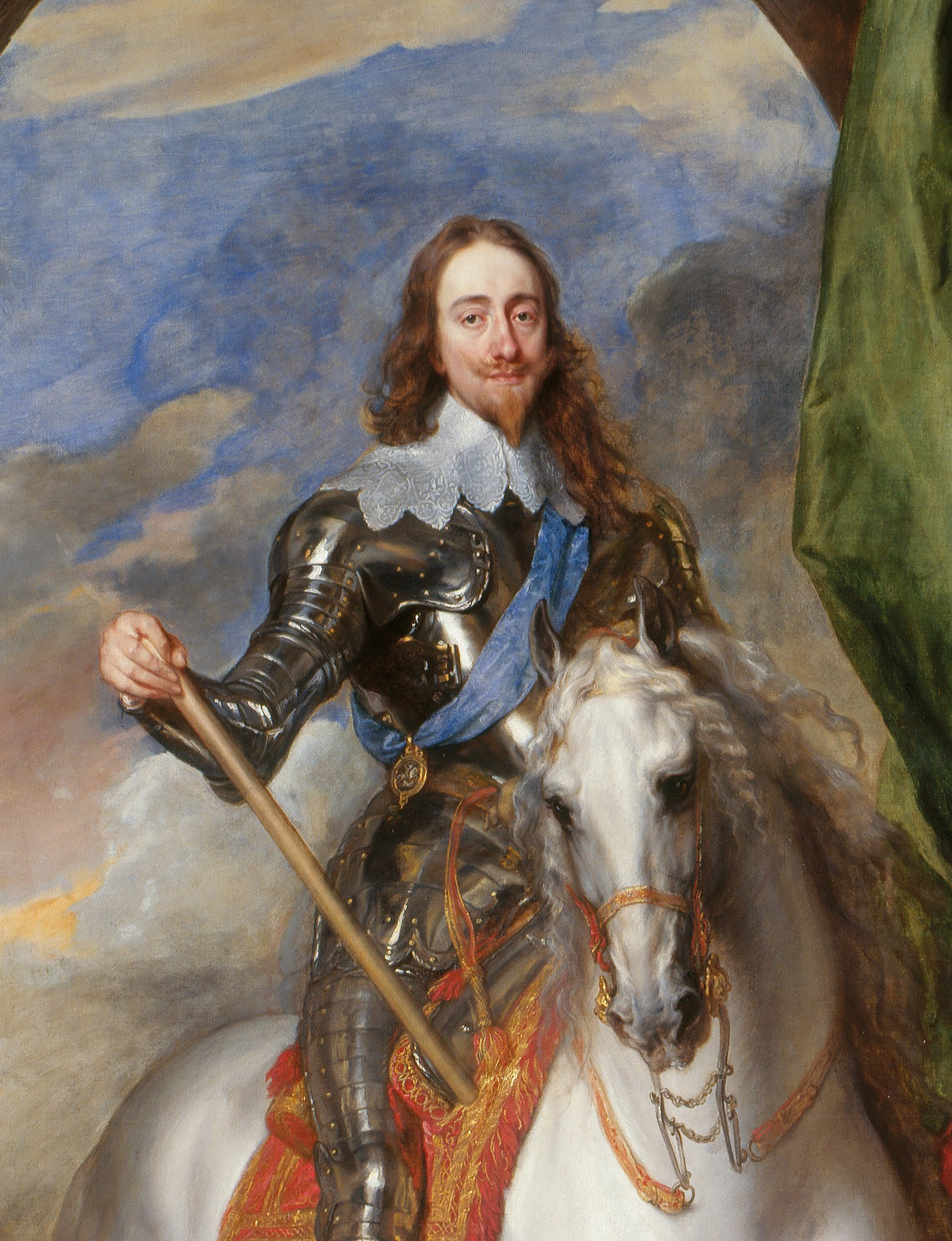
Karel I.

Na počátku roku doporučovali Karlovi rádcové zaútočit na parlamentaristickou armádu (New Model Army) dokud se ještě formovala. Nicméně princ Ruprecht, nedávno jmenovaný generálem královské armády a tak i hlavní Karlův vojenský poradce, navrhoval místo toho pochodovat na sever země a spojit se se skotskými spojenci. Královská armáda tedy vyrazila na sever, i když byla oslabena o oddíly (včetně 3000 členů jezdectva), které měly chránit západní část země a pokračovat v obléhání Tautonu.
V té samé době vojenská komise parlamentu vyslala Fairfaxe, aby obléhal Oxford, královo válečné sídlo. Zpočátku Karel tento záměr přivítal, ale poté, co obdržel zprávu, že Oxford nebude schopen dlouho vzdorovat, vyrazil Fairfaxovi naproti. Aby ho zmátl, napadly jeho síly vojenskou posádku v Leicesteru. Poté vyrazil směrem na jih k Oxfordu. Vyslal posly k veliteli oddílů, které nechal na západě země, aby se k němu připojili, ale ten neprojevoval příliš nadšení pro tento postup.
Parlament byl informován o ztrátě Leicesteru a nařídil Fairfaxovi, aby se utkal s hlavní královskou armádou. Podle tohoto pokynu Fairfax vyrazil 5. června z Oxfordu severním směrem. Jeho přední oddíly se střetly s královými vojáky 12. června u Daventry. Fairfax se, s posilou Cromwellovy jízdy, která nedávno dorazila, rozhodl zaútočit na královo vojsko. Král musel přijmout bitvu, protože jinak by měl Fairfaxe neustále za zády.

## Bitva

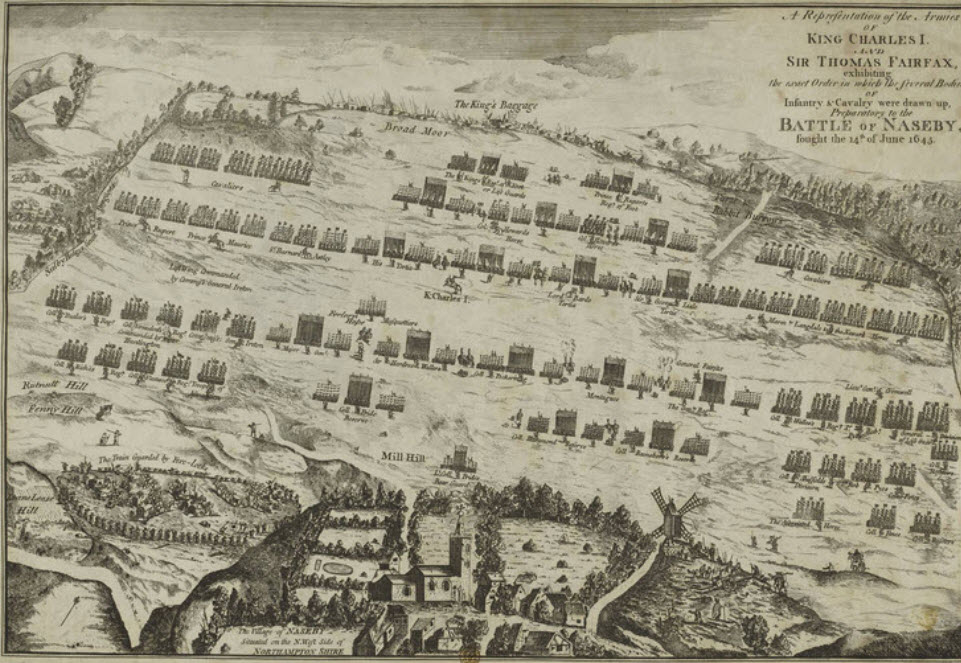
Plán bitvy

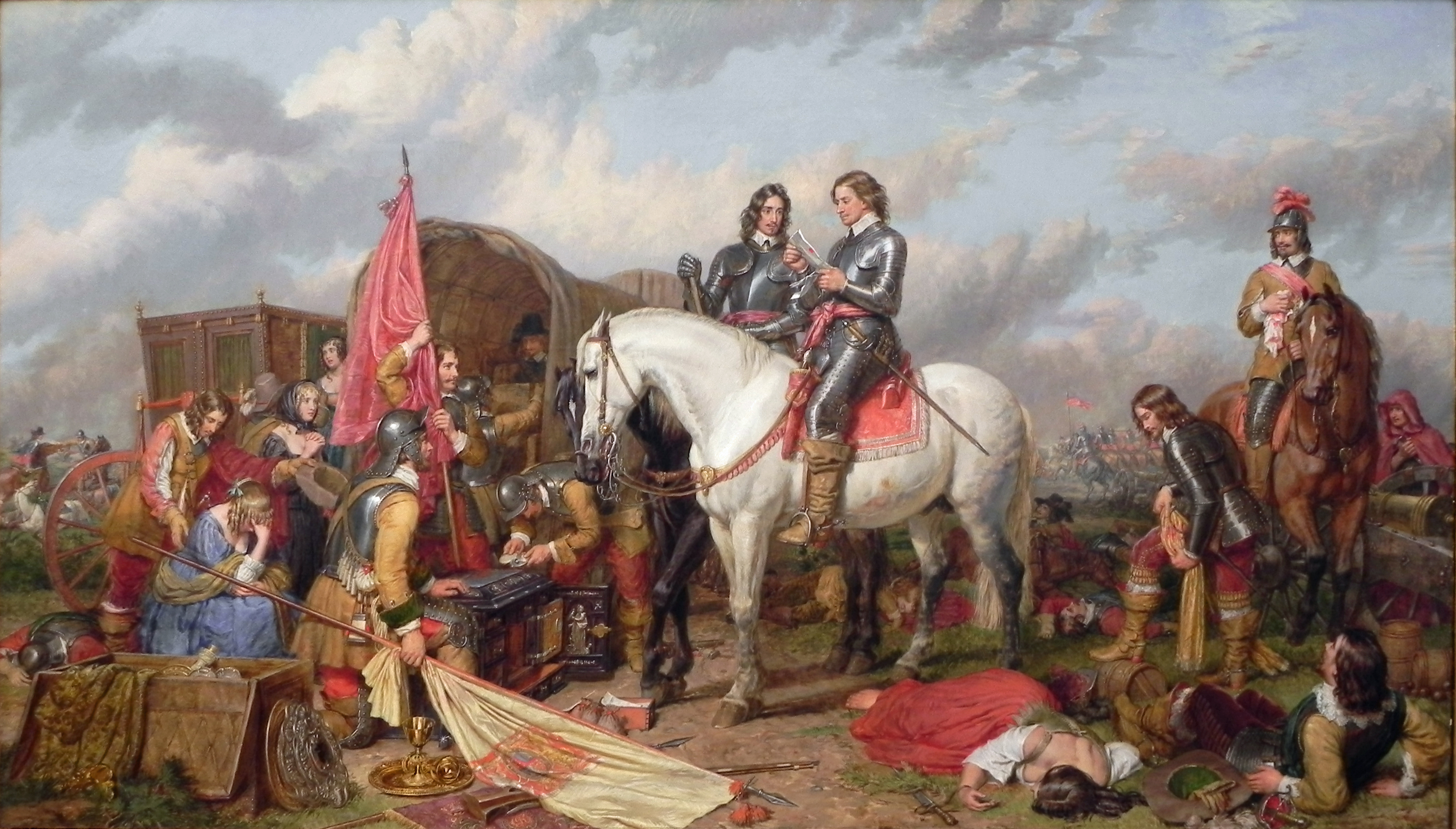
Oliver Cromwell

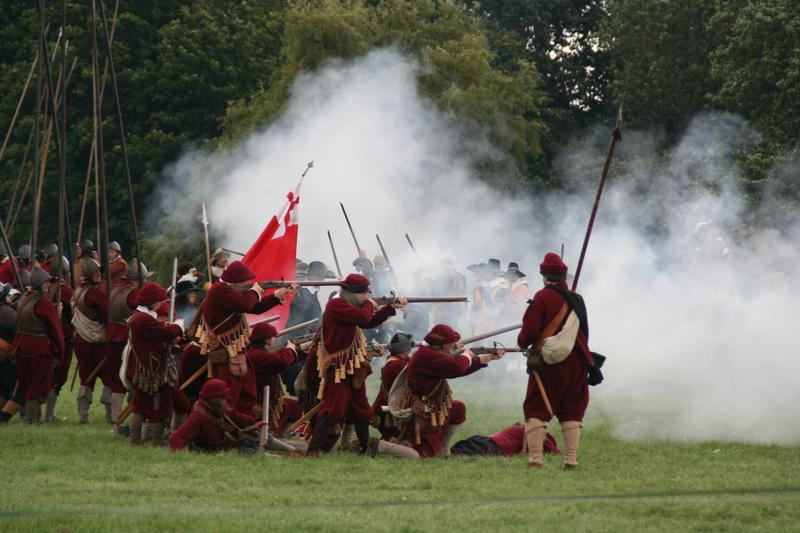
Rekonstrukce bitvy

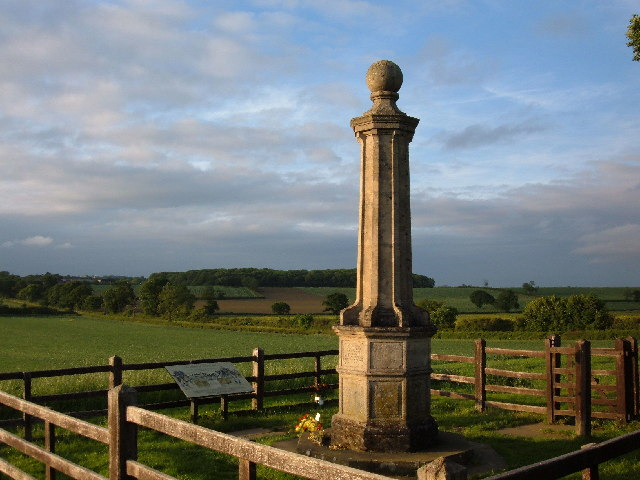
Památník bitvy

Obě strany se utkaly na pahorkatině poblíž Naseby. Bitva skončila rozhodným vítězstvím parlamentaristů, kteří rozprášili královské vojsko. Fairfax poté 18. června osvobodil Leicester. Hned poté postupoval se svým vojskem na jihovýchod, aby osvobodil i Taunton a dobyl roajalisty obsazenou západní část země.
Královské vojsko bylo u Naseby zničeno a Karel ztratil svou zkušenou pěchotu (včetně 500 důstojníků), dělostřelectvo a velké množství zbraní. Nikdy se mu už nepodařilo sestavit armádu takových kvalit.
Parlamentaristům se také podařilo ukořistit Karlova osobní zavazadla s korespondencí, která ukazovala na jeho záměr hledat podporu v katolickém Irsku a katolickými panovníky na kontinentu. Zveřejněním této korespondence se zvýšila podpora parlamentaristů mezi veřejností a během roku byla první fáze občanské války ukončena jejich vítězstvím.